# Philip Rosen

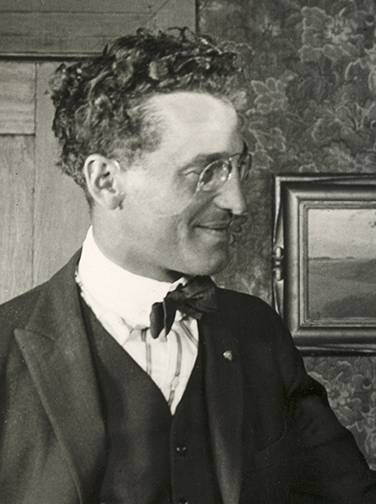
Philip Rosen (1920)

Philip E. Rosen, meist Phil Rosen (* 8. Mai 1888 in Marienburg, Provinz Westpreußen; † 22. Oktober 1951 in Hollywood, Kalifornien) war ein US-amerikanischer Filmregisseur, Kameramann und Filmproduzent.

## Leben
Philip Rosen schuf als Regisseur mehr als 140 Filme. Er war einer der Gründungsmitglieder der American Society of Cinematographers. Von 1918 bis 1921 war er deren erster Präsident. In den Jahren 1915 bis 1920 war Rosen hauptsächlich als Kameramann tätig und als solcher an rund 30 Produktionen beteiligt. Bereits 1915 drehte er seinen ersten Film, doch erst 1920 wandte er sich wieder der Regie und inszenierte zunächst einige Kurzfilme. 
Von den 1920er-Jahren bis Ende der 1940er Jahre war Rosen ein vielbeschäftigter Regisseur, wobei er allerdings selten über B-Filme hinauskam. In den frühen 1930er Jahren drehte er mehrere Western mit Ken Maynard. Für Monogram inszenierte er in den 40ern insgesamt 6 Charlie Chan-Filme mit Sidney Toler, nachdem das Poverty-Row-Studio die Serie von Fox übernommen hatte, beginnend mit Charlie Chan in the Secret Service (1944). Seine letzte Arbeit war eine Folge der Serie Front Page Detective im Jahr 1951, ehe er im Oktober dieses Jahres mit 63 Jahren starb.
Verheiratet war Rosen mit der Schauspielerin und Model Joyzelle Joyner.

## Filmografie (Auswahl)
als Regisseur
- 1922: Der junge Maharadscha (The Young Rajah)
- 1931: Von Banditen überfallen (Alias the Bad Man)
- 1931: Der Schrecken von Arizona (Arizona Terror)
- 1931: Sturz in den Abgrund (Branded Men)
- 1931: Sheriff und Sträfling (The Pocatello Kid)
- 1931: Cowboy-Rache (Range Law)
- 1932: Klondike
- 1932: Überfall auf Silver City (Texas Gun Fighter)
- 1932: Grenzbanditen (Whistlin' Dan)
- 1932: Self-Defense
- 1933: The Phantom Broadcast
- 1944: Charlie Chan in the Secret Service
- 1944: Charlie Chan in The Chinese Cat
- 1944: Charlie Chan in Black Magic
- 1945: The Jade Mask
- 1945: Charlie Chan – Die blutige Spur (Charlie Chan in the Scarlet Clue)
- 1946: Charlie Chan in Mexiko (The Red Dragon)